# 魔鬼的顫音
《g小調小提琴奏鳴曲》，又稱為《魔鬼的顫音》，是威尼斯小提琴家塔天尼的作品，作品編號B.g5，是塔天尼最為人所認識的作品。其創作年份可追朔至1713年，也有認為是1730至1740年代的作品，但是首次出版，卻要待至1799年、即塔天尼逝世後近30年才出版。樂譜採用了一些艱難的小提琴演奏技巧，出版以來，一直都是小提琴作品中的經典曲目之一。不少小提琴家都曾為此曲灌錄錄音。
全曲演奏時間大約為15分鐘。

## 樂章結構
共可為分三個樂章：
- 第1樂章：情感豐富的小慢板（Larghetto affettuoso），
，g小調。
- 第2樂章：首版沒有標示速度，但有標示「Tempo giusto della Scuola Tartinista」（精準的速度，塔天尼式的學院派）的用字，後來普通都採用快板（Allegro）的速度，
，g小調。
- 第3樂章：行板—非常快—柔板（Andante - Allegro assai - Adagio)，交替及
，g小調。

## 大眾文化的應用
在意大利恐怖漫畫《迪蘭·道格》中，《魔鬼的顫音》是主角道格唯一能演奏的作品；而在日本漫畫《闇之末裔》中，講述一名有音樂天份的學生因彈奏這曲而召上了邪靈，故事亦由此發展開去。另外，電視刻集版的《幪面超人BLACK》第8集和電視動畫《偵探學園Q》第37集也運用了本曲作為故事的發展。

## 注譯
1. ↑  Cramer, Marc. . Renaissance Magazine.   [21 February 2016]. （原始内容存档于2016-03-03）.
2. ↑  Beggerow, Alan. . Musical Musings.   [21 February 2016]. （原始内容存档于2019-09-22）.

## 外部連結
- 魔鬼的顫音：国际乐谱典藏计划上的乐谱